# Équipe du Kenya de football
Cet article traite de l'équipe masculine. Pour l'équipe féminine, voir Équipe du Kenya féminine de football.
 (août 2012).
Si vous disposez d'ouvrages ou d'articles de référence ou si vous connaissez des sites web de qualité traitant du thème abordé ici, merci de compléter l'article en donnant les références utiles à sa vérifiabilité et en les liant à la section « Notes et références ».
Maillots
L'équipe du Kenya de football est constituée par une sélection des meilleurs joueurs kényans sous l'égide de la Fédération du Kenya de football fondée en 1960.
Le président de la sélection est Maina Kariuki et le secrétaire général est Allan Chenane.

## Histoire

### Les débuts du Kenya
L’équipe nationale est surnommée les « Harambee Stars ». Le premier match officiel du Kenya a lieu à Nairobi, le 1er mai 1926, contre sa voisine l’Ouganda, qui se solda par un match nul 1-1. L'équipe du Kenya de football est constituée par une sélection des meilleurs joueurs kényans sous l'égide de la Fédération du Kenya de football. La Fédération du Kenya de football (Kenya Football Federation) est fondée en 1960 et est affiliée à la FIFA la même année. La plus large défaite de l’équipe du Kenya de football (Kenya national football team) fut enregistrée au Nairobi Jamhuri Park, à domicile contre le Ghana, le 12 décembre 1965, qui se solda par une lourde défaite sur le score de 13 buts à 0. La Fédération du Kenya de football est membre de la Confédération africaine de football depuis 1968.

### Le Kenya et la CAN
À la CAN 1972, l’équipe du Kenya échoue au 1er tour en réalisant une défaite contre le Cameroun et deux matchs nuls contre le Mali et le Togo. À la CAN 1988, elle échoue au 1er tour en réalisant un match nul contre le Cameroun et deux défaites contre le Nigeria et l’Égypte. À la CAN 1990, elle échoue au 1er tour en réalisant un match nul contre le Sénégal et deux défaites contre le Cameroun et la Zambie. À la CAN 1992, elle échoue au 1er tour en réalisant deux défaites contre le Sénégal et le Nigeria. À la CAN 2004, elle échoue au 1er tour en réalisant une victoire contre le Burkina Faso et deux défaites contre le Mali et le Sénégal. L’Allemand Reinhard Fabisch était le sélectionneur du Kenya en 1987, 1997, 2001-2002. C’était Christian Chukwu en 1998. La plus large victoire de l’équipe du Kenya fut enregistrée à Nairobi, le 15 août 1998, contre Djibouti, qui se solde par un score de 9 buts à 1 pour les Kényans.

### Le Kenya et la Coupe du monde
Le Kenya n’a jamais réussi à se qualifier pour la Coupe du monde de football depuis 1974. Pour la Coupe du monde 1974, il bat le Soudan au 1er tour, puis l’île Maurice au 2d tour mais s’incline au 3e tour des éliminatoires contre la Zambie. Pour l’édition 1978, il est battu par l’Égypte au 2d tour. Pour celle de 1982, il est battu par la Tanzanie au 1er tour. Pour celle de 1986, il bat l’Éthiopie au 1er tour mais battu par le Nigeria au 2d tour. Pour 1990, il est battu au 2d tour par le Malawi, le Liberia et l’Égypte. Pour 1994, il est battu par la Guinée au 1er tour. Pour 1998, il bat l’Algérie au 1er tour, mais est éliminé au 2d tour par le Nigeria et la Guinée, devant le Burkina Faso. Pour la Coupe du monde 2002, il est battu par le Malawi au 1er tour. Cela montre l’irrégularité de l’équipe du Kenya en Afrique comme en 1994 où il fut éliminé au 1er tour, ou en 1974, il alla loin dans les éliminatoires (3e tour).

### Le Kenya depuis 2004
Pour la Coupe du monde 2006, l’équipe du Kenya bat la Tanzanie au 1er tour, au 2d tour devant le Botswana et le Malawi, derrière la Guinée, le Maroc et la Tunisie. Bernard Lama en 2006 était le sélectionneur du Kenya. Le 25 octobre 2006, la FIFA suspend la fédération au motifs suivants : « Les principes fondamentaux tels que le respect des règlementations sportives, l'intégrité des compétitions, les statuts, les règlements et des décisions de la FIFA ont été régulièrement bafoués ou ignorés par les représentants du football kényan ». Le président de la sélection est Maina Kariuki et le secrétaire général est Allan Chenane. Pour la CAN 2008, l’équipe du Kenya ne se qualifie pas, avec 2 victoires contre le Swaziland et l’Angola, un match nul contre le Swaziland et 3 défaites contre l’Érythrée (2 fois) et l’Angola. Pour la CAN 2010 et la Coupe du monde de football 2010, elle est en course pour le troisième tour dans le groupe composé du Zimbabwe, de la Namibie et de la Guinée.

## Palmarès

### Classement FIFA
| Année              | 1993 | 1994 | 1995 | 1996 | 1997 | 1998 | 1999 | 2000 | 2001 | 2002 | 2003 | 2004 | 2005 | 2006 | 2007 | 2008 | 2009 | 2010 | 2011 | 2012 | 2013 | 2014 | 2015 | 2016 | 2017 | 2018 |
| ------------------ | ---- | ---- | ---- | ---- | ---- | ---- | ---- | ---- | ---- | ---- | ---- | ---- | ---- | ---- | ---- | ---- | ---- | ---- | ---- | ---- | ---- | ---- | ---- | ---- | ---- | ---- |
| Classement mondial | 74   | 83   | 107  | 112  | 89   | 93   | 103  | 108  | 104  | 81   | 72   | 74   | 89   | 127  | 110  | 68   | 98   | 120  | 120  | 134  | 109  | 116  | 98   | 89   | 106  | 105  |

### Parcours enCoupe du monde
| Année | Position     |      | Année         | Position |                        | Année | Position |
| 1930  | Non inscrite | 1974 | Non qualifiée | 2010     | Non qualifiée          |       |          |
| 1934  | Non inscrite | 1978 | Non qualifiée | 2014     | Non qualifiée          |       |          |
| 1938  | Non inscrite | 1982 | Non qualifiée | 2018     | Non qualifiée          |       |          |
| 1950  | Non inscrite | 1986 | Non qualifiée | 2022     | Non qualifiée          |       |          |
| 1954  | Non inscrite | 1990 | Non qualifiée | 2026     | Éliminatoires en cours |       |          |
| 1958  | Non inscrite | 1994 | Non qualifiée | 2030     | À venir                |       |          |
| 1962  | Non inscrite | 1998 | Non qualifiée | 2034     | À venir                |       |          |
| 1966  | Non inscrite | 2002 | Non qualifiée |          |                        |       |          |
| 1970  | Non inscrite | 2006 | Non qualifiée |          |                        |       |          |

### Parcours enCoupe d'Afrique
| Année | Position          |      | Année             | Position |                   | Année | Position |
| 1957  | Non inscrite      | 1982 | Tour préliminaire | 2006     | Tour préliminaire |       |          |
| 1959  | Non inscrite      | 1984 | Non inscrite      | 2008     | Tour préliminaire |       |          |
| 1962  | Non inscrite      | 1986 | Tour préliminaire | 2010     | Tour préliminaire |       |          |
| 1963  | Forfait           | 1988 | 1er tour          | 2012     | Tour préliminaire |       |          |
| 1965  | Tour préliminaire | 1990 | 1er tour          | 2013     | Tour préliminaire |       |          |
| 1968  | Tour préliminaire | 1992 | 1er tour          | 2015     | Tour préliminaire |       |          |
| 1970  | Tour préliminaire | 1994 | Tour préliminaire | 2017     | Tour préliminaire |       |          |
| 1972  | 1er tour          | 1996 | Forfait           | 2019     | 1er tour          |       |          |
| 1974  | Tour préliminaire | 1998 | Tour préliminaire | 2021     | Tour préliminaire |       |          |
| 1976  | Tour préliminaire | 2000 | Tour préliminaire | 2023     | Disqualifié       |       |          |
| 1978  | Tour préliminaire | 2002 | Tour préliminaire | 2025     | À venir           |       |          |
| 1980  | Tour préliminaire | 2004 | 1er tour          | 2027     | À venir           |       |          |

## Sélectionneurs
- Eckhard Krautzun (1971)
- Reinhard Fabisch (1987)
- Vojo Gardašević (1996)
- Reinhard Fabisch (1997)
- Christian Chukwu (1998)
- James Siang'a (1999-2000)
- Reinhard Fabisch (2001–02)
- Jacob Mulee (2003–04)
- Twahir Muhiddin (2004-05)
- Bernard Lama (2006)
- Jacob Mulee (2007–08)
- Francis Kimanzi (2008–09)
- Antoine Hey (2009)
- Twahir Muhiddin (2009-10)
- Jacob Mulee (2010)
- Zedekiah Otieno (2010-11)
- Francis Kimanzi (2011–12)
- Henri Michel (août 2012-déc. 2012)[3]
- Adel Amrouche (février 2013-août 2014)
- Bobby Williamson (août 2014-février 2016)
- Stanley Okumbi (fév. 2016-nov. 2017)
- Paul Put (nov. 2017-fév. 2018)
- Sébastien Migné (mai 2018-août 2019)
- Francis Kimanzi (août 2019-octobre 2020)
- Jacob Mulee (octobre 2020-???)
- Engin Firat (???-???)
- Benedict McCarthy (depuis mars 2025)